# Bolívar, el hombre de las dificultades
Bolívar, el hombre de las dificultades es una película venezolana de 2013 dirigida por Luis Alberto Lamata. El largometraje está basado en los obstáculos a los que se tuvo que enfrentar Simón Bolívar durante los años 1815 y 1816.
Está protagonizada por Roque Valero, quien interpreta a Bolívar, y cuenta con las actuaciones de Jorge Reyes, Juvel Vielma, Alberto Alifa, Rafael Gil Sotomayor, Daniel Rodríguez Cegarra y Samantha Dagnino, entre otros.

## Reparto
- Roque Valero como Simón Bolívar.
- Jorge Reyes como El Polaco.
- Juvel Vielma como Santiago Mariño.
- Alberto Alifa como Rafael Páez.
- Camila Arteche como Madame Jeanne Bourvil.
- Samantha Dagnino como Josefina Machado,[2] "Pepa Machado o La Señorita Pepa".
- Paula Woyzechowsky como Madame Julienne.
- Rafael Gil Sotomayor como Felipe Luis Brión.
- Gilbert Laumord como Alexandre Petion.
- Daniel Rodríguez Cegarra como José Francisco Bermúdez.
- Carlos Enrique Almirante como Pedro Amestoy.
- Francisco Denis como Mariano Montilla.
- Miguel Ferrari como Pablo Morillo.
- Beatriz Valdés como María Antonia Bolívar Palacios.
- Robny Piñango como Pio.
- José Luis Useche como Manuel Piar.